# Завершальна криза
«Завершальна криза» (англ. Final Crisis) — сюжетна арка (кросовер), видана DC Comics у 2008 році, основою якої є семисерійна обмежена серія, написана Ґрантом Моррісоном. Спочатку анонсувалася як проєкт із художником Дж. Ґ. Джонсом, однак над візуальною частиною також працювали Карлос Пачеко, Марко Руді та Даґ Манке.
Сюжет є прямим продовженням DC Universe #0 і підсумком подій із 51-випускової серії Countdown to Final Crisis. У промоції серію описували як «день, коли зло перемогло». Вона зосереджена на змові Дарксайда — інопланетного тирана, який намагається зруйнувати реальність. Унаслідок його дій численні герої гинуть або зазнають морального й фізичного занепаду, а сам всесвіт DC стикається з катастрофічними змінами.

## Сюжет
Після падіння Нових Богів Дарксайд перероджується в людському тілі на Землі. Його поява розриває реальність і запускає сингулярність, яка поступово поглинає простір і час. За допомогою агента Лібри він збирає армію суперлиходіїв, яка вбиває Марсіанського Мисливця. Водночас на Землю прибуває вигнаний Монітор Нікс Уотан. Смерть Оріона запускає розслідування Ліги Справедливості, однак Дарксайдівські агенти заважають, зокрема, захопивши Бетмена.
Дарксайд заражає людство Антижиттєвим рівнянням, підкоряючи планету. Диво-жінка, заражена смертельним вірусом, атакує героїв. Баррі Аллен і Воллі Вест повертаються з Потоку Швидкості, намагаючись зупинити фатальну кулю. Невеликий опір героїв, зокрема за участю Метрона, Ніка Уотана, Лекса Лютора та Доктора Сівани, розкриває ключ: символ богів, який звільняє свідомість. Бетмен смертельно ранить Дарксайда, але сам гине. Супермен повертається, змагається з Дарксайдом, і за допомогою Флешів той остаточно гине. Супермен визволяє людство, а Диво-жінка очищає тіло Турпіна від Дарксайда.
Умираючи, Дарксайд затягує всю реальність у небуття. Супермен, опинившись у кінці всесвіту, активує Машину Дива, знищує Дарксайда співом і викликає армію Суперменів. Виявляється останнє зло — Мандракк, Темний Монітор. У фінальній битві, за участю Корпусу Зелених Ліхтарів, армії Небес, Загону Зу та інших, його знищують. Землю рятують, Монітори зникають, а Уотан знову стає людиною.
У минулому, Брюс Вейн, перенесений назад у часі Омега-променями, знаходить печеру й починає нову главу, малюючи знак кажана.

## Персонажі
- Супермен (Кларк Кент / Кал-Ел)
- Бетмен (Брюс Вейн)
- Флеш (Баррі Аллен)
- Флеш (Воллі Вест)
- Диво-жінка (Діана)
- Нікс Уотан
- Зелений Ліхтар (Гел Джордан)
- Лекс Лютор
- Доктор Сівана
- Містер Диво (Шайло Норман)
- Турпін (Детектив Ден Турпін)
- Марсіанський Мисливець (Дж’онн Джонзз)
- Оріон
- Метрон
- Антро

### Основний сюжет
- Final Crisis #1-9 (липень 2008 — березень 2009)[4][5]

### Ван-шоти
- Batman #682-683,[6] #701-702
- Final Crisis: Requiem #1[7]
- DC Universe: Last Will and Testament #1[8]
- Final Crisis: Submit #1
- Final Crisis: Resist #1[9]
- Final Crisis: Rage of the Red Lanterns #1[10][11]
- Final Crisis: Superman Beyond #1-2
- Final Crisis: Secret Files #1
- Final Crisis Sketchbook #1

### Спецвипуски
- Final Crisis: Revelations #1-5[12]
- Final Crisis: Rogues' Revenge #1-3
- Final Crisis: Legion of 3 Worlds #1-5[13]

## Поза коміксами
- Елементи сюжету Final Crisis були частково використані у мультфільмі «Темна Ліга Справедливості: Війна Апоколіпса» (2020). Зокрема, фільм також зображує масштабне вторгнення Дарксайда на Землю, масову загибель супергероїв, підкорення планети за допомогою технологій Апоколіпса(інші мови) та фінальну битву, яка вирішує долю всього світу[14].